# Monumento a George Washington (Canova)
Il Monumento a George Washington, noto più semplicemente come George Washington o Giorgio Washington era una statua di Antonio Canova. Realizzata in marmo, raffigurava il presidente statunitense George Washington, vestito come un generale romano. L'opera venne commissionata dallo stato della Carolina del Nord nel 1815 e venne completata cinque anni dopo, per poi essere installata nel Senato della Carolina del Nord il 24 dicembre del 1821. L’edificio e la scultura vennero distrutti da un incendio il 21 giugno 1831. Quest’opera d’arte fu l’unica che il Canova realizzò per gli Stati Uniti. Il gesso di questa statua viene conservata presso la Gipsoteca canoviana di Possagno.

## Storia

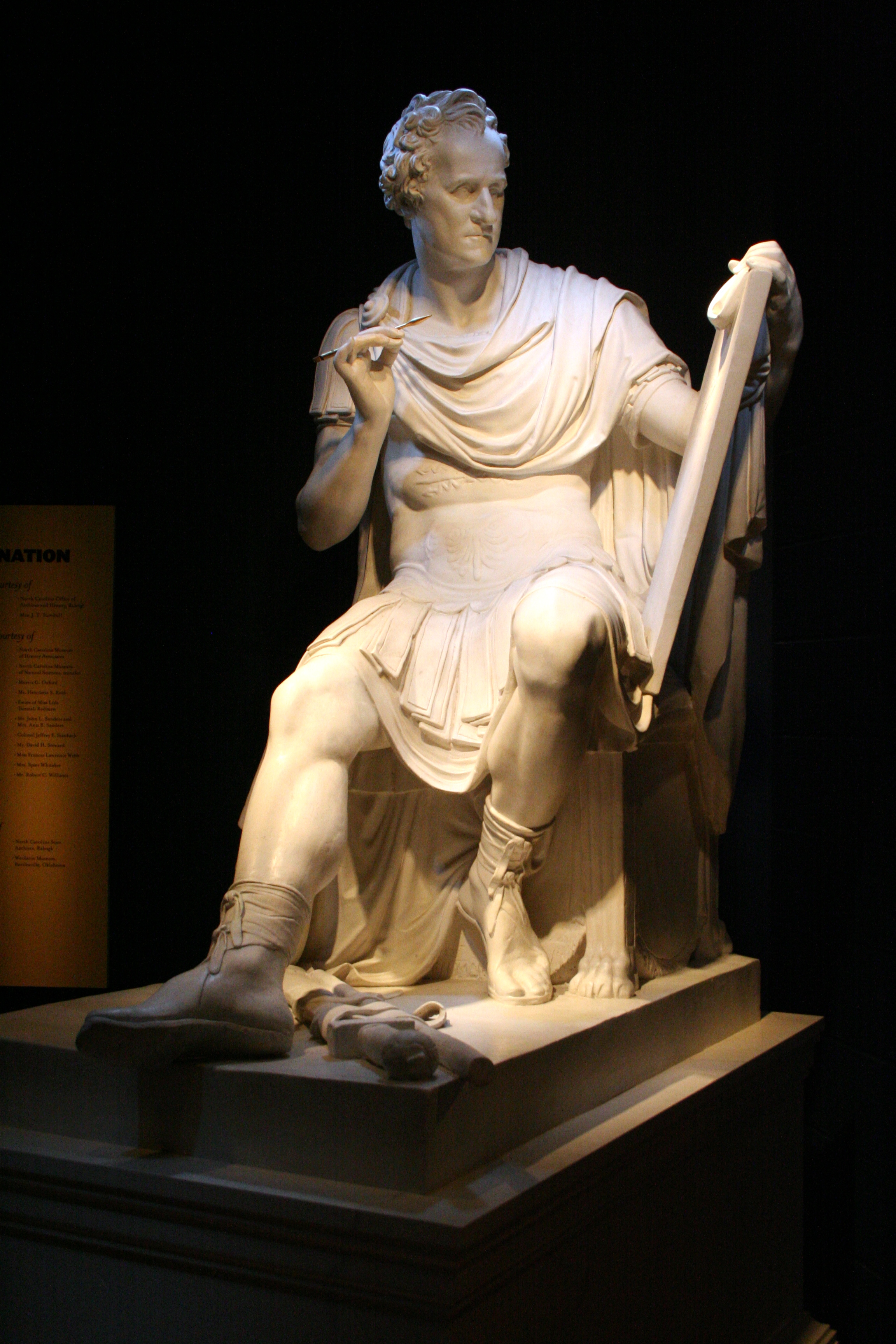
La replica in gesso del 1910 esposta al Museo di Storia della Carolina del Nord

Nel dicembre del 1815 la Camera dei Comuni e il Senato della Carolina del Nord decisero all'unanimità di commissionare una statua a grandezza naturale di George Washington. Il governatore William Miller, con l’assistenza e il consiglio di Thomas Jefferson, decise di rivolgersi a Canova per scolpire il monumento e ordinò a Thomas Appleton, il console americano a Livorno, di gestire i negoziati. Washington era morto nel 1799 e Jefferson raccomandò a Canova di utilizzare un busto in marmo di Washington realizzato da Giuseppe Ceracchi come modello per la testa; Appleton ne possedeva una copia in gesso.
Canova iniziò a lavorare alla statua nel suo studio a Roma nel 1817, realizzando vari modelli e bozzetti. La statua venne terminata nel 1820. Il governatore Miller aveva mandato una nave della Marina degli Stati Uniti per trasportare l’opera dall’Italia. Il commodoro William Bainbridge, comandante della USS Colombus, consegnò la statua a Boston il 22 luglio 1821. Infine, il 24 dicembre la statua arrivò a Raleigh, nella Carolina del Nord, e venne installata nella rotonda dell’edificio del Senato (State House in inglese) come parte di una cerimonia ufficiale, alla quale parteciparono il governatore Jesse Franklin e il legislatore. Il colonnello William Polk, un ufficiale della guerra d’indipendenza americana, rivolgendosi al pubblico durante il discorso di dedicazione, comparò Canova a Michelangelo e lodò Washington.
Canova non riuscì a vedere la sua scultura in Carolina del Nord, dal momento che morì a Venezia nel 1822. Nel marzo del 1825 il marchese di La Fayette vide la statua ed affermò che “la somiglianza era migliore di quanto si aspettava”. Dopo un grande incendio a Fayetteville avvenuto il 29 maggio 1831 il governo della Carolina del Nord decise di proteggere il tetto di legno della State House con delle lastre di zinco. Il 21 giugno, durante i lavori per rendere ignifugo l’edificio, gli operai per errore diedero fuoco al tetto mentre saldavano i chiodi allo zinco. La distruzione dell’edificio del Senato e della scultura canoviana venne definita una “conflagrazione terribile” nel quotidiano The Raleigh Register del 23 giugno.
Una replica in gesso venne inviata negli Stati Uniti dal governo italiano nel 1910 ed oggi è esposta al Museo di Storia della Carolina del Nord. Una copia in marmo venne scolpita da Romano Vio nel 1970 ed oggi è esposta nella rotonda del Campidoglio di Raleigh, che venne costruito nello stesso punto nel quale sorgeva l’edificio precedente distrutto nel 1831.

## Descrizione
La statua era realizzata in marmo di Carrara. George Washington è vestito all’antica, indossa un’armatura militare romana ed è raffigurato con una tavoletta nella mano sinistra ed una penna nella mano destra: l’idea era di presentare Washington come un Cincinnato moderno mentre scrive il suo discorso di addio alla nazione. Washington è seduto ed ai suoi piedi si notano una spada ed un bastone. L'epigrafe incisa sulla tavoletta recitava: 
Giorgio Washington 
Al Popolo degli Stati Uniti
1796

Amici e Concittadini
Sulla base era presente la seguente iscrizione in lingua italiana:
Giorgio Washington
Alla grande Nazione degli Stati Uniti di America

– Antonio Canova
La statua venne posta su un piedistallo separato realizzato da Raimondo Trentanove, figlio di Antonio Trentanove, uno studente del Canova. Trentanove scolpì quattro bassorilievi nel marmo bianco del piedistallo, ognuno dei quali raffigurava una scena importante della vita di Washington, come specificato da Appleton. Il rilievo frontale mostrava la resa del generale britannico Charles Cornwallis a Yorktown e la vittoria di Washington. Il secondo rilievo raffigurava le sue dimissioni dalla carica di comandante in capo dell'Esercito Continentale al Congresso. Il terzo rilievo raffigurava la sua elezione a presidente degli Stati Uniti. L’ultimo rilievo raffigurava Washington con un aratro nella sua fattoria a Mount Vernon, come un Cincinnato che si ritirava a vita privata.

## Eredità

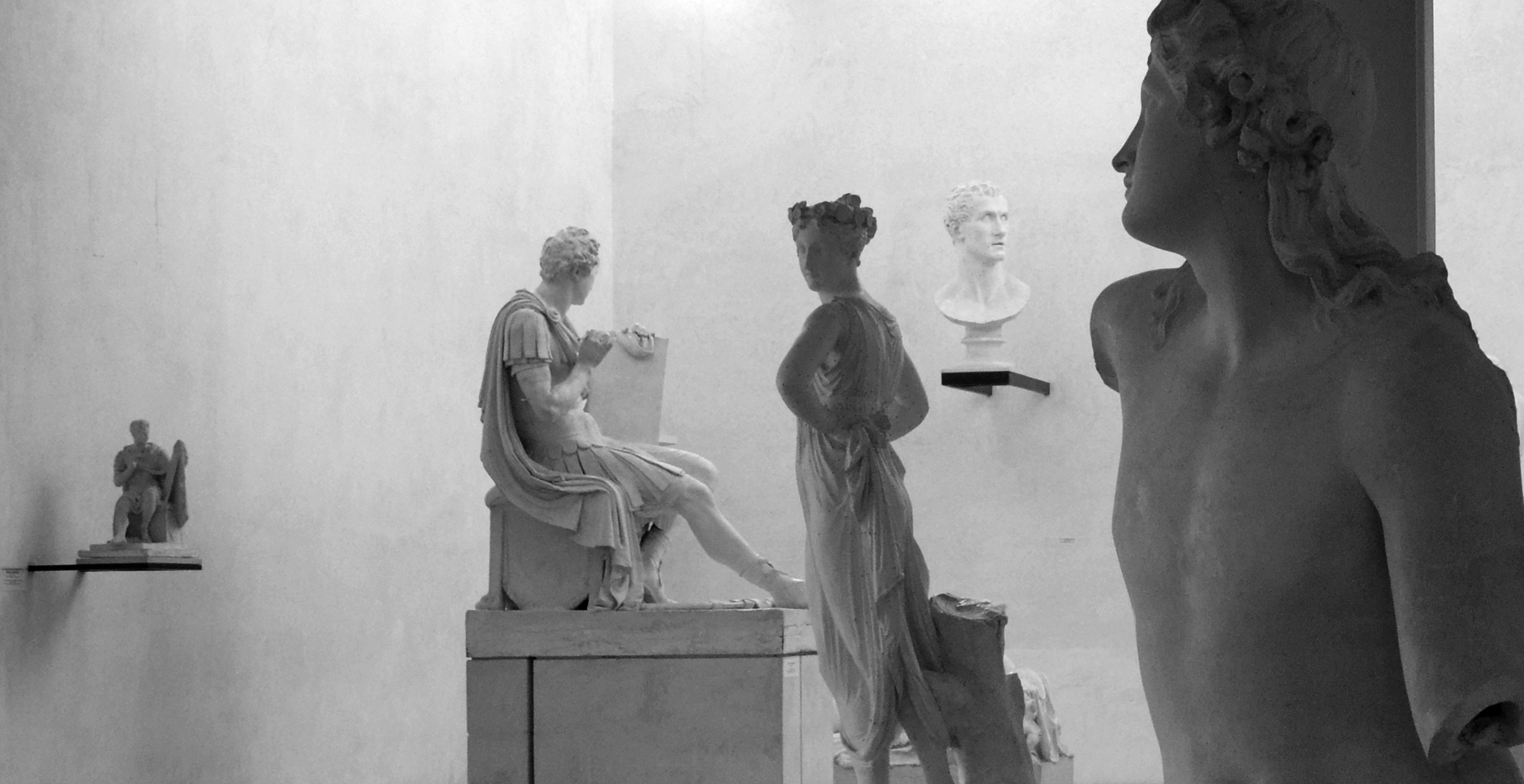
La galleria della Gipsoteca canoviana a Possagno. Tra le statue si nota la copia in gesso del Giorgio Washington.

Dal 23 maggio al 23 settembre 2018 la Collezione Frick presentò una mostra, intitolata Canova's George Washington, che esponeva molti dei bozzetti utilizzati per creare l’opera, incluso un modello di gesso a grandezza naturale preso in prestito dalla Gipsoteca canoviana al Museo Canova di Possagno. La mostra venne poi allestita ai Musei Canova, dove si tenne dal 10 novembre del 2018 al 22 aprile del 2019.